# لو سگور
ل سگور (به فرانسوی: Le Ségur) یک کامین در فرانسه است که در Canton of Monestiés واقع شده‌است.

## خصوصیات
ل سگور ۱۸٫۹۱ کیلومترمربع مساحت و ۲۴۳ نفر جمعیت دارد و ۳۶۸ متر بالاتر از سطح دریا واقع شده‌است.